# Air Charter Africa
Air Charter Africa es una aerolínea charter con base en Banjul, Gambia.

## Flota
La flota de Air Charter Africa incluye los siguientes aviones (a 21 de diciembre de 2008):
- 1 Boeing 737-200 (que es operado por Star Air Cargo)